# Werner Egk
Werner Egk (* 17. Mai 1901 als Werner Joseph Mayer in Auchsesheim bei Donauwörth; † 10. Juli 1983 in Inning am Ammersee) war ein deutscher Komponist.
Das ursprüngliche Pseudonym Egk ist ein Akronym von „Ein guter Komponist“ bzw. „Ein großer Künstler“ – andere Anekdoten behaupten, es sei ein Anagramm der Initialen seiner Frau, der Geigerin Elisabeth Karl. Egk verwendete es seit der Heirat 1923. 1937 wurde es sein amtlicher Familienname.
Egk ist ein Vertreter des deutschen Neoklassizismus und des modernen Musiktheaters und wird gelegentlich als „Komponist des Wiederaufbaus“ apostrophiert.

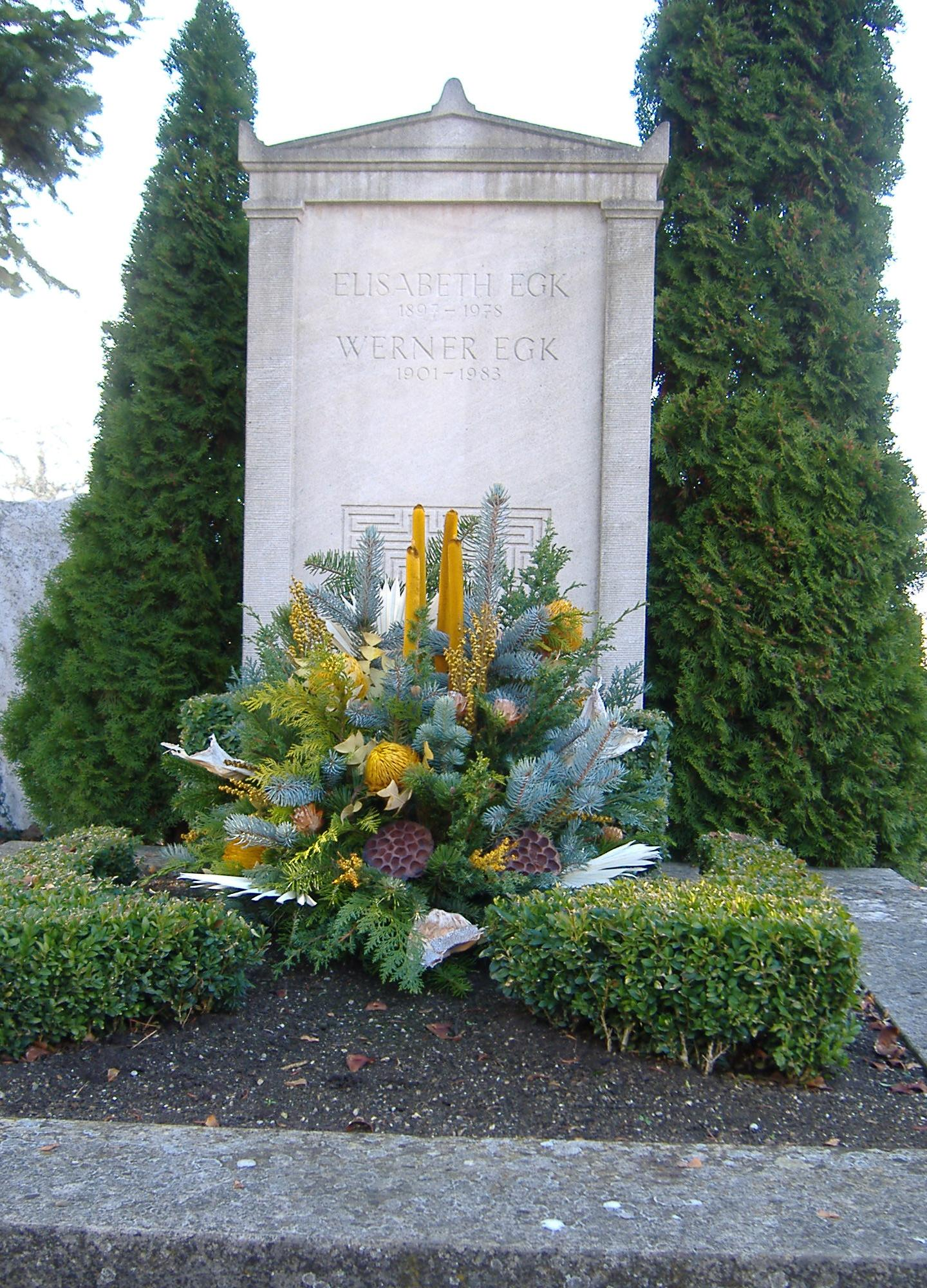
Grabstätte auf dem Städtischen Friedhof Donauwörth

## Leben

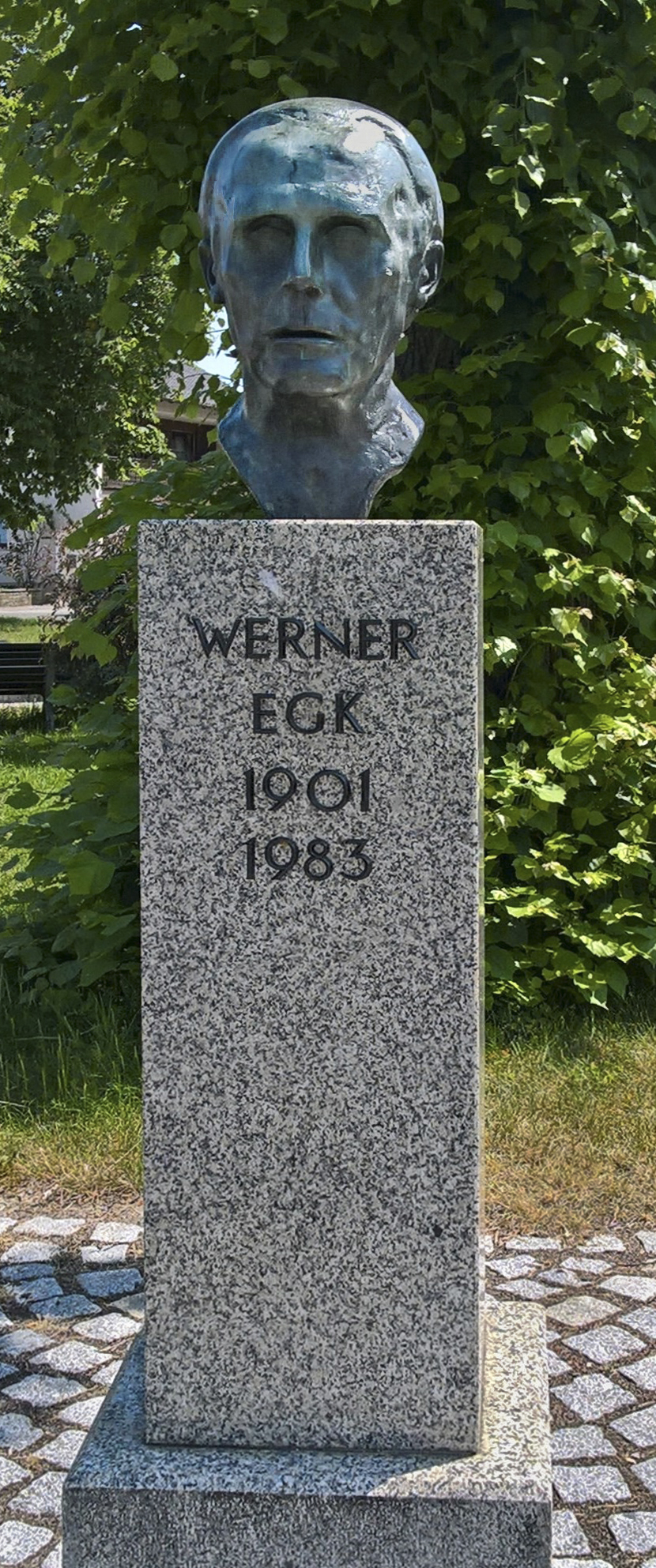
Büste in Auchsesheim

Egk war das dritte Kind des Lehrers Joseph Mayer und seiner Frau Maria, geb. Buck. 1908 zog die Familie nach Augsburg, dort besuchte er ab 1911 das humanistische Gymnasium bei Sankt Stephan, erhielt ersten Klavierunterricht und besuchte in den Jahren 1919/20 das städtische Konservatorium. Nach dem Abitur nahm er zunächst privaten Gesangs- und Klavierunterricht und studierte dann in Frankfurt am Main sowie später bei Carl Orff in München Komposition und Dirigieren.

## Karriere im nationalsozialistischen Staat
Von 1930 bis 1933 arbeitete Egk für den Bayerischen Rundfunk, wo er auch 1935 als Gastdirigent seine Karriere als Orchesterleiter begann, die er zwischen 1936 und 1940 als Kapellmeister an der Staatsoper Unter den Linden in Berlin fortsetzte. Danach ließ er sich als freischaffender Komponist vor allem in Lochham bei München nieder. Zwischen 1941 und 1945 war er Leiter der Fachschaft Komponisten der STAGMA (Staatlich anerkannte Gesellschaft für musikalische Aufführungsrechte) in der Reichsmusikkammer.
1933 vertonte Egk das von Kurt Eggers geschriebene NS-Festspiel Job, der Deutsche. Bei den Olympischen Sommerspielen 1936 in Berlin erhielt er eine olympische Goldmedaille in der Kategorie „Orchestermusik“ für sein Werk Olympische Festmusik. Im Mai 1938 kam es zur Aufführung seiner Kantate Natur-Liebe-Tod beim Abschlusskonzert der ersten Reichsmusiktage in Düsseldorf (mit der Schandschau Entartete Musik). Im November 1938 wurde seine Oper Peer Gynt uraufgeführt. Propagandaminister Joseph Goebbels notierte in seinem Tagebuch am 1. Februar 1939: „Ich bin ganz begeistert und der Führer auch. Eine Neuentdeckung für uns beide.“
1939 wurde ihm durch Goebbels ein Musikpreis verliehen. Das 1940 in der Berliner Staatsoper uraufgeführte Ballett Joan van Zarissa wurde am 10. Juni 1942 erstmals im besetzten Paris unter der Leitung des Komponisten gegeben und erlebte dort bis 1940 mehr als 20 Aufführungen. Im Mai 1941 zeichnete er verantwortlich für die Musik zum HJ-Film (Staatsauftragsfilm) Jungens mit dem Marsch der deutschen Jugend zu einem Text von Hans Fritz Beckmann („Fahren, fahren wir, die Fahne weht voran! Groß-Deutschland heißt unser stolzes Schiff, drauf stehn wir, Mann für Mann“).
Egk stand auf der 1944 erstellten Gottbegnadeten-Liste als einer der wichtigsten Komponisten des NS-Staates.

## Spruchkammerverfahren und Prozess vor dem Landgericht München
In einem Prozess vor dem Landgericht München I klagte Werner Egk 1969 gegen den Komponisten und Musikkritiker Konrad Boehmer. Boehmer hatte in einem Sammelband Kritik/von wem/für wen/wie des Hanser-Verlages über Werner Egk als „eine der übelsten Figuren nationalsozialistischer Musikpolitik“ gesprochen. Das Verfahren wurde mit einem Vergleich abgeschlossen. Bereits 1947 wehrte sich Egk in einem Spruchkammerverfahren unter anderem gegen die Behauptung des Zeugen Kurt Arnold, dass er bei der Erstaufführung des Don Carlos in der Berliner Staatsoper den in der Proszeniumsloge sitzenden Göring mit erhobener Hand zum Hitlergruß und zusammengeschlagenen Hacken begrüßt habe. Er, Egk, habe lediglich das Einsatzzeichen für die Hörner links unter der Loge gegeben.
In seiner Begründung formulierte das Gericht:
„Als 1933 der nationalsozialistische Barbarismus die Herrschaft in Deutschland antrat, war es eine große Enttäuschung, daß die geistige Führerschicht anstatt Widerstand zu leisten, einer nach dem anderen mit dem Nationalsozialismus paktierte. Der Widerstand erlahmte dadurch immer mehr, die Klarsehenden vereinsamten und wurden machtlos. Es besteht zu allen Zeiten und für alle den Durchschnitt Überragenden die Verpflichtung, Vorbild zu sein. Jeder, der seine Leistung und seinen Namen dem Nationalsozialismus zur Verfügung stellte, hat damit eine Schuld auf sich geladen. Auch Egk kann dieser Vorwurf nicht erspart werden.“

## Abraxas-Skandal
Am 6. Juni 1948 erlebte Werner Egks Ballett Abraxas, das auf dem Tanzpoem Der Doktor Faust von Heinrich Heine basierte, seine Uraufführung im Prinzregententheater München. Die Choreographie stammte von Marcel Luipart. Nach fünf erfolgreichen Aufführungen verbot der damalige bayerische Kultusminister Alois Hundhammer eine Wiederaufnahme des Werks in der Folge-Spielzeit. Hauptauslöser der auch als „Abraxas-Skandal“ bezeichneten Affäre war die insbesondere von kirchlichen Kreisen als anstößig empfundene Darstellung einer Schwarzen Messe. Neben kontroversen Landtagsdebatten folgte 1950 eine Schadenersatzklage durch den Komponisten, die mit einem Vergleich endete. Darin wurde Egk unter anderem zugesagt, dass bis 1955 drei seiner Werke in das Programm der Bayerischen Staatsoper aufgenommen werden sollten. Abraxas wurde in einer Berliner Neuinszenierung (von 1949 bis 1956 insgesamt 95 Aufführungen) und durch Gastspiele in der übrigen Bundesrepublik bis in die 1960er Jahre immer wieder aufgeführt.

## Karriere im Nachkriegsdeutschland

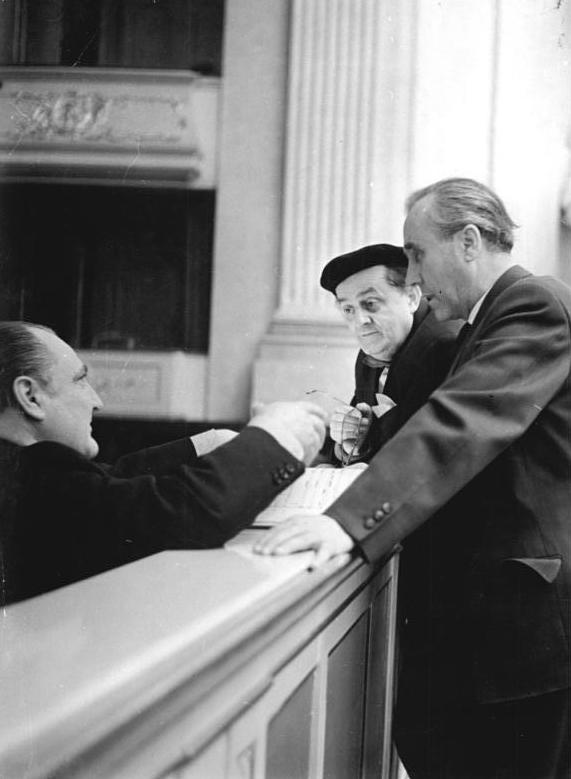
Franz Konwitschny, Max Burghardt und Werner Egk am 1. Februar 1958 während einer Probenpause zu Der Revisor in der Berliner Staatsoper

Nach Kriegsende war Egk von 1950 bis 1953 Direktor der „Hochschule für Musik“ in West-Berlin. 1950 wurde er Präsident des von ihm mitbegründeten Deutschen Komponistenverbandes und Vorsitzender des Aufsichtsrates der GEMA, 1951 Mitglied der Bayerischen Akademie der schönen Künste, 1964 Mitglied des Rundfunkrates des Bayerischen Rundfunks, Ehrenmitglied der Dramatiker Union e. V., Ehrenmitglied der Städtischen Bühnen Augsburg und Gastdirigent der Bayerischen Staatsoper München, 1968 Präsident des Deutschen Musikrates und 1976 Präsident der Confédération Internationale des Sociétés d’Auteurs et Compositeurs (CISAC). Zu Egks Netzwerk, das ihn vor einer öffentlichen Diskussion seiner nationalsozialistischen Vergangenheit abschirmte, gehörte u. a. Heinrich Strobel (siehe dazu Literatur: Michael Custodis, Friedrich Geiger: Netzwerke der Entnazifizierung. Kontinuitäten im deutschen Musikleben am Beispiel von Werner Egk, Hilde und Heinrich Strobel, 2013).
Der Komponist fand seine letzte Ruhestätte auf dem Städtischen Friedhof Donauwörth. Donauwörth ernannte ihn 1971 zum Ehrenbürger.

## Werk

### Opern
- Columbus. Funkoper (1933) bzw. Oper (1942)
- Die Zaubergeige (nach Franz Graf von Pocci, Libretto von Ludwig Strecker; 1935; Neufassung 1954)
- Peer Gynt nach Henrik Ibsen (1938)
- Circe nach Pedro Calderón de la Barca (1945, Uraufführung 1948; Umarbeitung als Opera semibuffa unter dem Titel 17 Tage und 4 Minuten, 1966)
- Libretto zu Abstrakte Oper Nr. 1 für Boris Blacher (1953)
- Irische Legende nach William Butler Yeats (1955; Neufassung 1975)
- Der Revisor nach Nikolai Gogol (1957)
- Die Verlobung in San Domingo nach Heinrich von Kleist (1963)

### Ballette
- Joan von Zarissa für Sprecher, gemischten Chor, Sopran, Bariton und Orchester (1940)
  - daraus eine Konzertsuite und ein Triptychon für Orchester
- Abraxas. Faust-Ballett nach Heinrich Heine (1948)
  - daraus eine Konzertsuite
- Ein Sommertag (1950)
- Die chinesische Nachtigall nach Hans Christian Andersen (1953)
  - daraus ein Divertissement für Streichorchester
- Casanova in London (1969; daraus Englische Suite)

### Orchesterwerke
- Schauspielmusiken für die Schaubühne München (vor 1924)
- Kleine Symphonie (1926)
- Olympische Festmusik (1936; mit Text von Carl Diem)
- Orchester-Sonate (1947/48)
- Französische Suite nach Jean-Philippe Rameau (1949; als Ballett 1952)
- Allegria (1952; als Ballett 1953)
- Variationen über ein karibisches Thema (1959; als Ballett mit dem Titel Danza, 1960)
- 2. Sonate für Orchester (1969)
- Spiegelzeit (1979)
- Musik für eine verschollene Romanze. Ouvertüre (1980)
- Der Revisor. Konzertsuite für Trompete und Kammerorchester (1981)
- Die Zaubergeige. Ouvertüre in einer Fassung für Bläser (1981)
- Canzona für Violoncello und Orchester (1982)
- Nachtanz (Opus postumum, Uraufführung 1985)

### Vokalmusik
- Furchtlosigkeit und Wohlwollen. Oratorium für Tenor, gemischten Chor und Orchester (1930/31; Neufassung 1959)
- Altius – citius – fortius. Olympiakantate (1936)[8]
- La tentation de Saint Antoine d’après des airs et des vers du 18e siècle für Alt, Streichquartett und Streichorchester (1952; als Ballett 1969)
- Nachgefühl. Kantate für Sopran und Orchester nach Klabund (1975)

### Singspiele
- Die Löwe und die Maus. Singspiel für Kinder (1931)
- Der Fuchs und der Rabe. Singspiel für Kinder (1932)
- Die Historie vom Ritter Don Juan aus Barcelona. Nach einem alten Volksspiel (1932)

### Filmmusik
- Jungens (HJ-Film mit Schülern der Adolf-Hitler-Schule Sonthofen von 1941)
- Altes Herz geht auf die Reise, gedreht 1938, Premiere 1947 in Los Angeles
- Der Herr vom andern Stern (Film mit Heinz Rühmann von 1948)
- Die Zaubergeige, Fernsehfilm aus dem Jahr 1963
- Die chinesische Nachtigall, Fernsehfilm aus dem Jahr 1964

### Schriften
- 1953: Abstrakte Oper Nr. 1 – Libretto (Musik: Boris Blacher)
- 1958: Das Zauberbett – Komödie
- 1960: Musik, Wort, Bild – Essays
- 1973: Die Zeit wartet nicht – Autobiografie

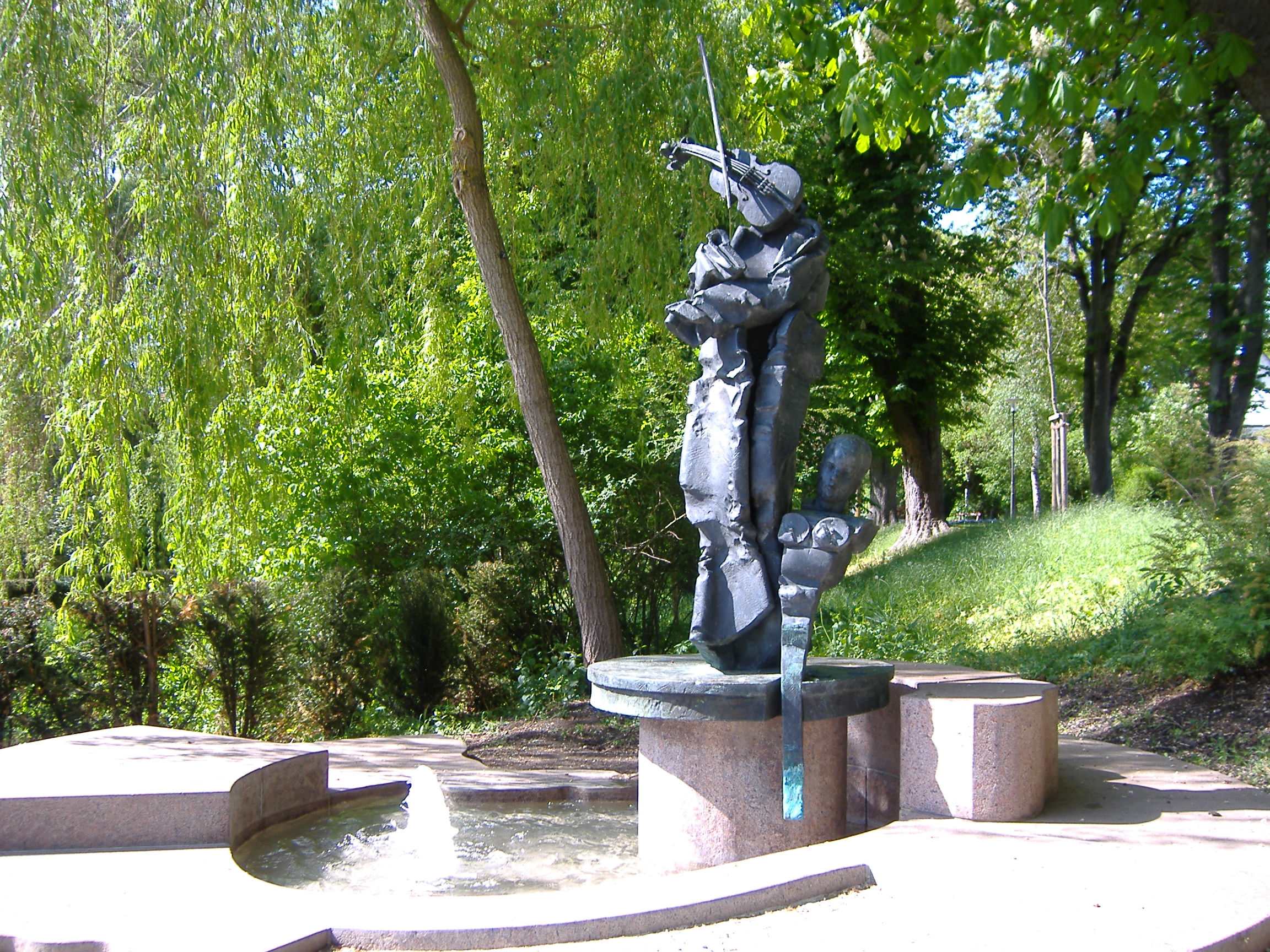
„Zaubergeigenbrunnen“ in Donauwörth

## Auszeichnungen und Ehrungen
- 1936: Goldene olympische Medaille für Orchestermusik, Olympische Festmusik
- 1955: Mitglied der Akademie der Künste, Berlin (West)
- 1961: Ludwig-Spohr-Preis der Stadt Braunschweig
- 1962: Bayerischer Verdienstorden
- 1965: Korrespondierendes Mitglied der Akademie der Künste, Berlin (Ost)
- 1970: Großes Bundesverdienstkreuz mit Stern
- 1971: Ehrenbürger der Stadt Donauwörth
- 1972: Kultureller Ehrenpreis der Landeshauptstadt München
- 1979: Bayerischer Poetentaler
- 1981: Bayerischer Maximiliansorden für Wissenschaft und Kunst
- 1981: Ehrenbürger der Stadt München

Die Werner-Egk-Grundschule in Augsburg-Oberhausen ist seit 1994 nach dem Komponisten, der hier aufwuchs, benannt. Mit Beschluss der Schulgemeinschaft und auf Empfehlung der Regierung von Schwaben sollte sie 2019 in Grundschule Augsburg Oberhausen Mitte umbenannt werden. Der Augsburger Stadtrat lehnte diese Umbenennung jedoch durch Mehrheit von CSU und Pro Augsburg im selben Jahr ab. Die Schule wurde durch die Verordnung zur Namensänderung der Werner-Egk-Grundschule Augsburg-Oberhausen vom 18. Juni 2024 -Gz.: RvS-SG44-5102-1/26- mit Wirkung vom 1. August 2024 in Grundschule Augsburg-Oberhausen-Mitte umbenannt.
In Donauwörth erinnert an ihn der Zaubergeigenbrunnen (an der Promenade), die Werner-Egk-Begegnungsstätte.

## Umbenennung aufgrund von Antisemitismus
An vielen Stellen zeigten sich schon vor dem NS-Staat antisemitische Äußerungen Egks. So schreibt er im Jahre 1929, also vier Jahre vor der Machtergreifung der Nazis, an seine Frau über einen Besuch im Berliner Staatstheater: "Publikum urjüdisch, Strawinsky selbst wie ein kleiner, sich windender Affe; Klemperer ein Oberjude, die Kapellmeister der Oper alle vier Juden, die Solisten Juden, es war wie wenn man gar nicht dazugehörte. An leitender Stelle des Staatstheaters sind 16 Männer, darunter 15 Juden, ein Nicht-Jude, der aber kein Deutscher, sondern Westschweizer ist." Darüber hinaus beschimpfte Egk einen Komponisten-Kollegen als "schissigen Isrealiten".
Die Werner-Egk-Musikschule in Donauwörth wurde nach Beschluss des Stadtrats im Juni 2024 umbenannt. Grund sind judenfeindliche und rassistische Aussagen von Egk. Die Musikwissenschaftlerin Anna Schamberger von der Ludwig-Maximilians-Universität München kam in einer Studie zu dem Ergebnis: „Egk war von rassistischem, antisemitischem Gedankengut erfasst und beteiligte sich mit seinen musikalischen Werken und Publikationen aktiv an Ausgrenzung und Diffamierung“. Auch privat habe er Ideologien des Nationalsozialismus vertreten. Außerdem habe sie auch nach 1945 weiter antisemitische Tendenzen und NS-Rhetorik bei Egk festgestellt. Anzeichen von Betroffenheit oder des Bedauerns über die Verbrechen des NS-Regimes habe sie dagegen nicht gefunden.

## Dokumente
- Briefe von Werner Egk befinden sich im Bestand des Leipziger Musikverlages C. F. Peters im Staatsarchiv Leipzig.
- Der Nachlass von Werner Egk in der Bayerischen Staatsbibliothek